# OGLE-2007-BLG-349(AB)b
أوغل2007-بي ل جي -349- بي  هو كوكب خارج كواكب المجموعة الشمسية يدور حول نجم ثنائي ويبعد حوالي 8000 سنة ضوئية عن الأرض, في كوكبة القوس.وهو أول كوكب حول نجم ثنائي يتم اكتشافه باستخدام العدسة الجذبية بطريقة الكشف عن الكواكب الخارجية.

## الخصائص

### الكتلة والمدار
```
الكوكب يوصف بأنه سوبر-نيبتون حيث أنه يشابهه ولكن له كتلة ونصف قطر أكبر من التي يملكها 
نبتون
 .وتقدر كتلتة بحوالي 80 
M
🜨
 وهي تقارب بهذا كتلة 
زحل
، ولذلك يعتبر الكوكب أيضاً من الكواكب الغازية العملاقة.يدور على بعد حوالي 2.9  في مدار ثنائي  مما يعنى أنه يدور حول نجمين اثنين .
```

### النجوم المستضيفة
يدور الكوكب حول نجم ثنائي النظام مكون من نجمين يرمز لهما A وB وهما يدوران في المركز حول بعضهما دورة كل 9 أيام تقريباً .ولهما كتلة 0.41 و0.30 كتلة أرضية, على التوالي .ومن غير المعروف حتى الآن عمر أو أقطار أو درجات حرارة هذا النظام الشمسي, بالمقارنة مع الشمس التي تملك عمر 4.6 مليار سنة وحرارة سطح 5778 كيلفن .ويملك النظام النجمي هذا حجماً ظاهرياً يقدر ب14.3 ولذا من الصعب جداً رؤيته من الأرض بالعين المجردة .